# Blimpie
Blimpie é uma cadeia de sanduíches submarinos norte-americana. A empresa é sediada na cidade de Scottsdale, Arizona.
A primeira loja do Blimpie abriu em 1964 em Hoboken, Nova Jérsia. Até à metade de 2002, já havia cerca de 2000 outlets do Blimpie em serviço, localizados em 47 estados dos EUA e em 15 outros países. Ao contrário de muitas cadeias de restaurantes, Blimpie geralmente não gere "lojas da empresa". Virtualmente, todo o seu rendimento é derivado das vários honorários associados com arranjos de franchise. Além de lojas independentes e locações em centros comerciais e agrupamentos de lojas, Blimpie pode também ser encontrado em uma variedade de sítios não-tradicionais, tais como dentro de lojas de conveniência, mercados alimentares de estações de gasolina, escolas, complexos de escritórios, hospitais, e arenas desportivas.
Uma chave para o crescimento está em desenvolvimento ou em aquisição por outras marcas. Em 1999, a empresa lançou a Pasta Central, uma cadeia dentro do franchise dentro da categoria de "substituto de refeição em casa", apresentado a pasta e a pizza do estilo italiano; o conceito foi exclusivamente um veículo para as lojas Blimpie/Pasta Central. Dois anos antes, Blimpie International adquiriu o controle maioritário do Maui Tacos, um restaurante mexicano de serviço rápido com sabor havaiano. A Maui Tacos lançou em 1998 a Smoothie Island, uma cadeia que oferece bebidas misturadas baseadas em fruta.